# Ulica Strzelców Bytomskich w Katowicach

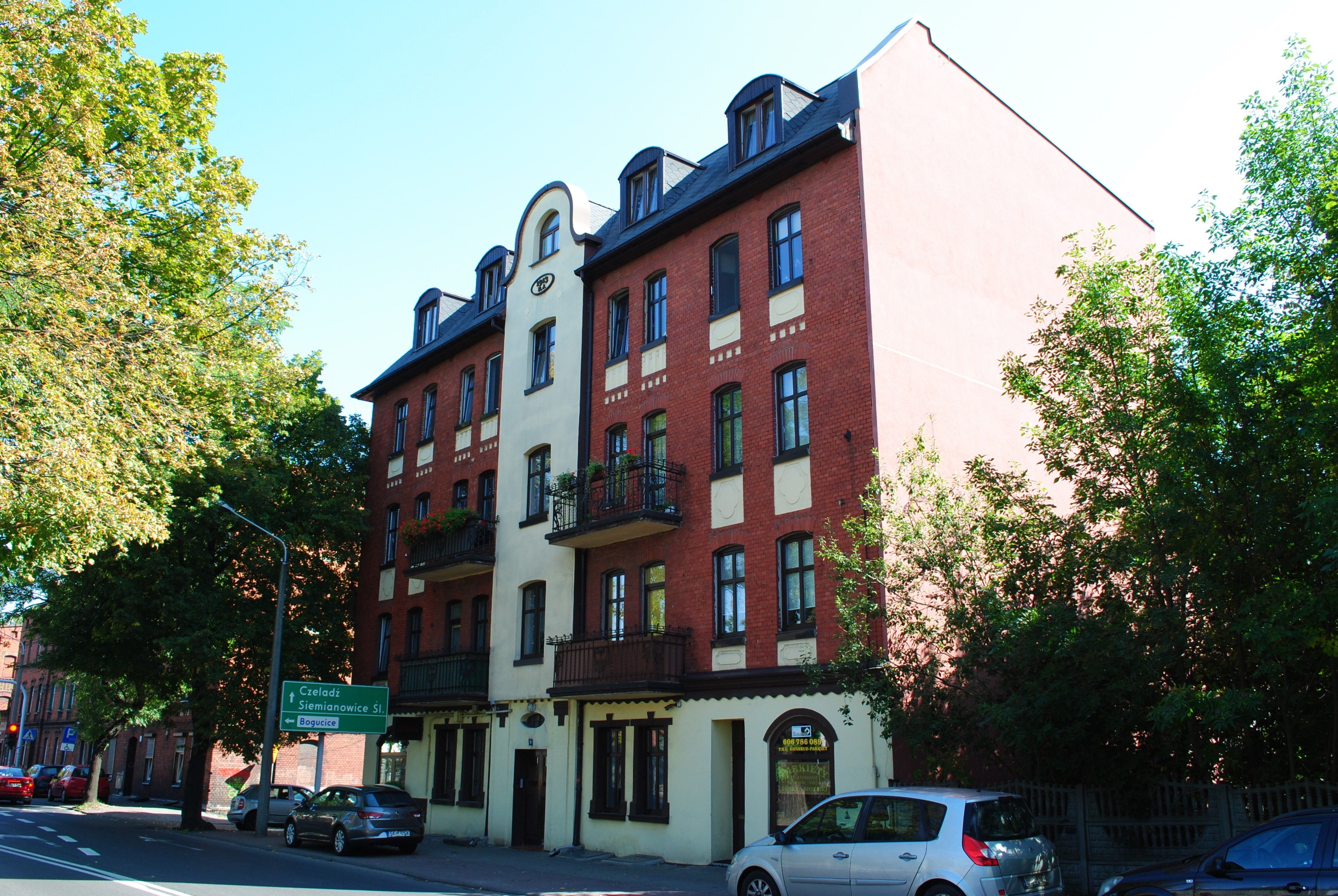
Kamienica mieszkalna przy ul. Strzelców Bytomskich 8

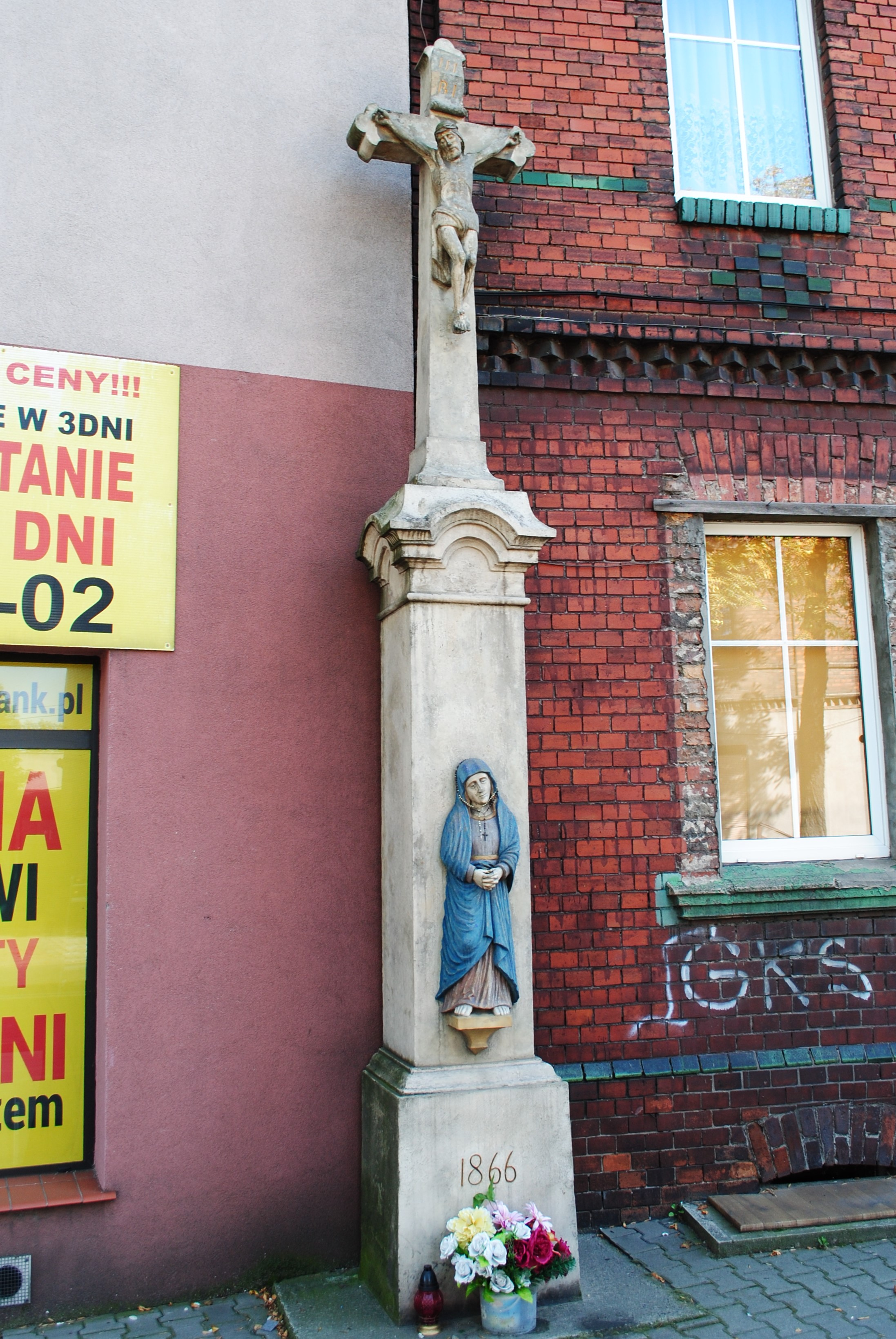
Krzyż pochodzący z 1866 w rejonie budynków nr 14 i 16

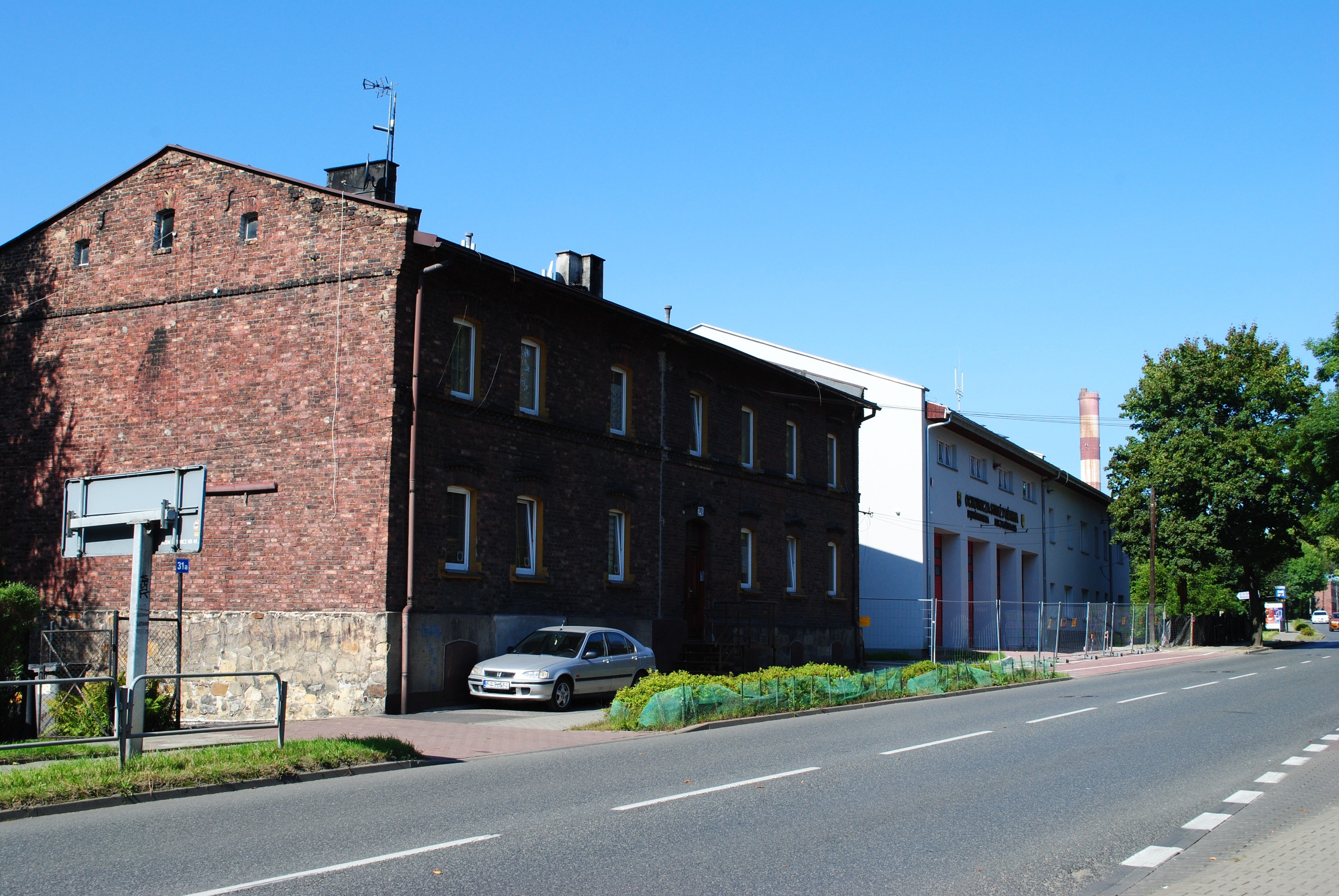
Ulica w rejonie przystanku autobusowego Pod Młynem

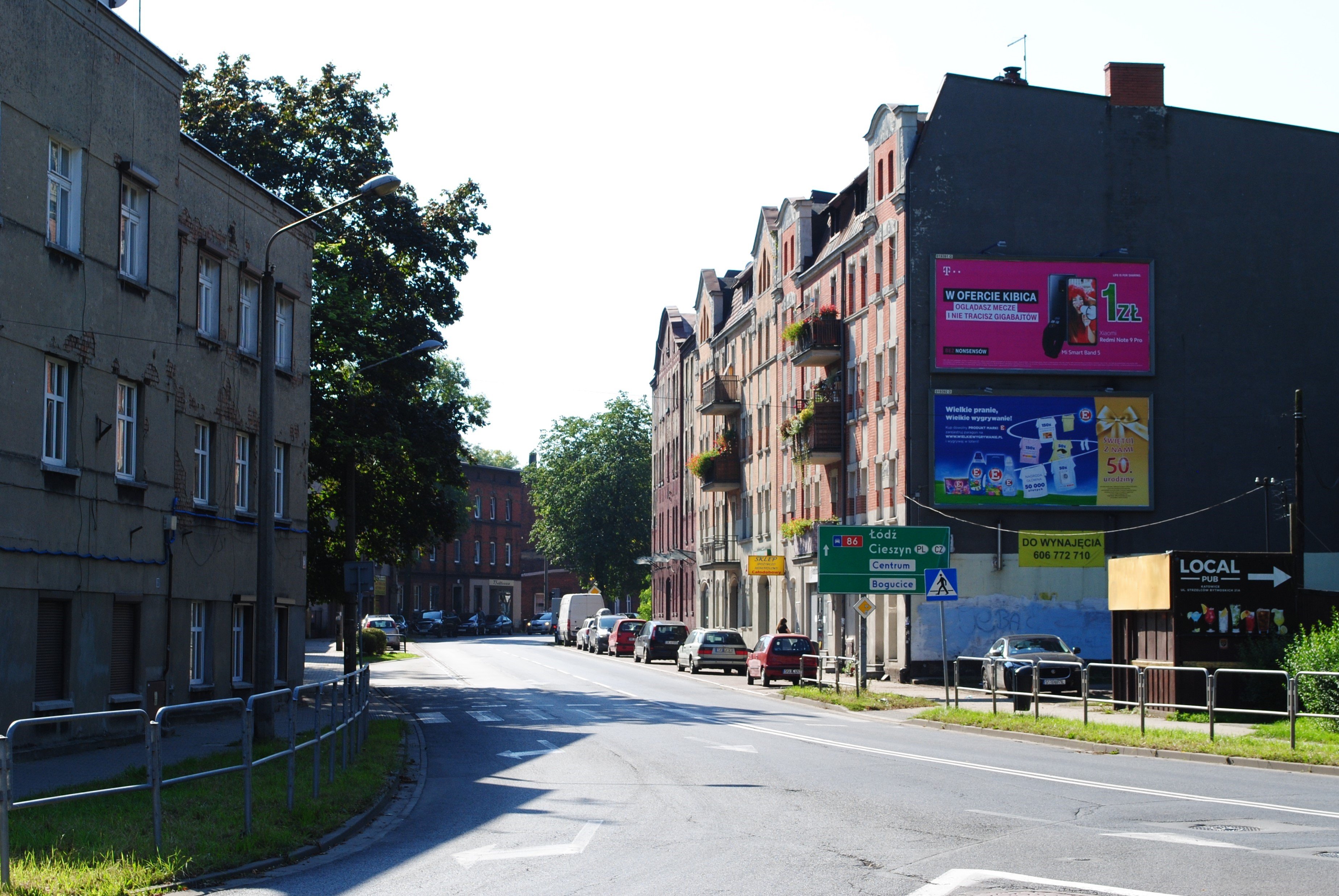
Ulica w rejonie skrzyżowania z ulicą Pod Młynem

Ulica Strzelców Bytomskich w Katowicach – ulica w północnej części Katowic, położona na terenie dzielnicy Dąbrówka Mała, łącząca tę część miasta z Siemianowicami Śląskimi. Droga prowadzi przez historyczną osadę miasta – Czekaj. Stanowi ona fragment historycznej trasy łączącej Siemianowice z Mysłowicami. Przy niej znajdują się liczne budynki powstałe w głównej mierze na przełomie XIX i XX wieku. Ulicą kursują autobusy ZTM-u.

## Przebieg
Ulica rozpoczyna swój bieg przy skrzyżowaniu z ulicą generała Józefa Hallera i aleją Niepodległości, obok placu Żołnierzy Września. Stamtąd droga kieruje się w stronę północno-wschodnią. Następnie krzyżuje się z ulicą Żniwną (po prawej stronie) i ulicą generała Henryka Le Ronda (po lewej stronie). Za tym skrzyżowaniem ulica skręca w kierunku północno-zachodnim. W dalszym biegu ulica Strzelców Bytomskich krzyżuje się kolejno z następującymi ulicami: Pod Młynem, Józefa Grzegorzka, Wyrobiskową, Nowy Czekaj i Żwirową. Droga kończy swój bieg przy granicy z miastem Siemianowice Śląskie – jej przedłużeniem jest ulica Mysłowicka. Na całej długości ulica Strzelców Bytomskich przebiega przez tereny jednej dzielnicy – Dąbrówka Mała.

## Opis
Droga w śladzie obecnej ulicy Strzelców Bytomskich istniała już w XVII wieku jako szlak z Mysłowic do Siemianowic; została zaznaczona na mapie z 1746 roku, zamieszonej w wydrukowanym w Norymberdze dziele pt. Atlas Silesiae.
Do 1922 i w latach 1939–1945 nosiła nazwę Beuthenerstrasse, w latach 1922–1928 ul. Bytomska, 1928–1939 ul. Marszałka Piłsudskiego, 1945–1962 ul. Bytomska, od 1962 ul. Strzelców Bytomskich.
W 1978 roku wybudowano w rejonie ulic Józefa Grzegorzka i Strzelców Bytomskich osiedle im. księdza Konstantego Michalskiego. Składa się ono z bloków mieszkalnych z tzw. wielkiej płyty. Udział powierzchni zabudowanej osiedla w powierzchni całej dzielnicy wynosi 17%, średnia ważona liczby kondygnacji wynosi 4,35. W 2005 roku wykonano remont ulicy na odcinku od ulicy gen. Józefa Hallera do ulicy Pod Młynem. W 2014 roku wyburzono obiekty przy ulicy Strzelców Bytomskich 3, 5, 7 i 9 (tzw. „pańskie domki”).
Z badań przeprowadzonych w 2007 roku na zlecenie Urzędu Miasta Katowice wynika, że na ulicy natężenie ruchu w godzinie popołudniowego szczytu wynosi 937 pojazdów (84,6% to samochody osobowe, 9,2% to samochody dostawcze, 1,4% – autobusy). Ulicą kursują linie autobusowe Zarządu Transportu Metropolitalnego – wzdłuż ulicy zlokalizowane są następujące przystanki: Dąbrówka Mała Kościół, Dąbrówka Mała Pod Młynem, Dąbrówka Mała Spółdzielnia i Dąbrówka Mała Żwirowa.
W 2024 wybudowano rondo na skrzyżowaniu ul. Strzelców Bytomskich i ul. Pod Młynem.

## Obiekty zabytkowe
Przy ul. Strzelców Bytomskich znajdują się następujące historyczne obiekty:
- dom nr 2 Zgromadzenia Sióstr św. Jadwigi od Niepokalanej Dziewicy Bogarodzicy Maryi (Jadwiżanki; ul. Strzelców Bytomskich 1); dwupiętrowy, dziewięcioosiowy; pochodzący z początku XX w., przebudowany do obecnej formy w 1936 roku (w stylu funkcjonalizmu); w 2017 roku zmodernizowano elewację budynku;
- kamienice mieszkalne (ul. Strzelców Bytomskich 2, 20), wzniesione w latach trzydziestych XX wieku w stylu funkcjonalizmu;
- narożna trzypiętrowa kamienica mieszkalna (ul. Strzelców Bytomskich 4, 4a), pochodząca z lat dwudziestych XX wieku, posiada cechy stylu modernizmu;
- kamienica mieszkalna (ul. Strzelców Bytomskich 8, róg z ul. Żniwną) z początku XX wieku, wybudowano ją w stylu modernistyczno-secesyjnym; posiada parter, trzy piętra i poddasze, na elewacji frontowej znajduje się dziewięć osi, na osi centralnej – brama wejściowa;
- kamienice mieszkalne (ul. Strzelców Bytomskich 10, 12), wybudowane na początku XX wieku w stylu historyzmu;
- narożna kamienica mieszkalna (ul. Strzelców Bytomskich 11), wzniesiona na początku XX wieku w stylu historyzmu ceglanego prostego;
- kamienice mieszkalne (ul. Strzelców Bytomskich 13, 15), wybudowane w latach dwudziestych XX wieku w stylu modernizmu;
- kamienica mieszkalna (ul. Strzelców Bytomskich 14), pochodząca z przełomu XIX i XX wieku, posiada cechy stylu historyzmu;
- krzyż kamienny z figurą Matki Boskiej i Ukrzyżowanego (w rejonie kamienic pod numerami 14 i 16), ufundowany w roku 1866;
- kamienica mieszkalna z lat dwudziestych XX wieku (ul. Strzelców Bytomskich 17), wybudowana w stylu modernizmu/secesji;
- dom mieszkalny (ul. Strzelców Bytomskich 18), wzniesiony w drugiej połowie XIX wieku w stylu historyzmu/klasycyzmu;
- tradycyjny dom mieszkalny (ul. Strzelców Bytomskich 20a, ul. Pod Młynem 2), wzniesiony w drugiej połowie XIX wieku;
- dom w ogrodzie (ul. Strzelców Bytomskich 22), pochodzący z końca XIX wieku, styl architektoniczny jest zatarty,
- budynek mieszkalny (ul. Strzelców Bytomskich 31); jednopiętrowy, siedmioosiowy, wzniesiony w stylu historyzmu ceglanego; swoją siedzibę ma w nim kancelaria adwokacka;
- dawna zagroda (ul. Strzelców Bytomskich 47a), pochodząca z XIX wieku, wybudowana w stylu tradycji budownictwa ludowego;
- dom mieszkalny z lat trzydziestych XX wieku (ul. Strzelców Bytomskich 51), posiadający skromne cechy funkcjonalizmu;
- dom mieszkalny (ul. Strzelców Bytomskich 53), wzniesiony na początku XX wieku w stylu historyzmu ceglanego prostego;
- willa mieszkalna w ogrodzie (ul. Strzelców Bytomskich 60), pochodząca z lat dwudziestych XX wieku, posiada cechy stylu historyzmu ceglanego prostego;
- dom wolnostojący w ogrodzie (ul. Strzelców Bytomskich 62);
- familok z pierwszej ćwierci XX wieku (ul. Strzelców Bytomskich 65), wzniesiony w stylu historyzmu ceglanego prostego;
- willa w ogrodzie (ul. Strzelców Bytomskich 66), wybudowane w latach trzydziestych XX wieku w stylu funkcjonalizmu;
- wille w ogrodach (ul. Strzelców Bytomskich 69, 71), wybudowane w latach trzydziestych XX wieku, posiadają skromne cechy funkcjonalizmu;
- familok w ogrodzie (ul. Strzelców Bytomskich 78), pochodzący z lat dwudziestych XX wieku, posiada skromne cechy stylu modernistycznego;
- przydrożna murowana kapliczka (rejon skrzyżowania z ul. Żwirową), wzniesiona w pierwszej połowie XX wieku;
- dom wolnostojący w ogrodzie (ul. Strzelców Bytomskich 80);
- familok z końca XIX wieku (ul. Strzelców Bytomskich 89), wybudowany w stylu historyzmu ceglanego prostego.

## Instytucje
Przy ul. Strzelców Bytomskich swoją siedzibę mają m.in. następujące instytucje:
- Miejska Biblioteka Publiczna w Katowicach – Filia nr 20 (ul. Strzelców Bytomskich 21b)[15],
- Hutniczo-Górnicza Spółdzielnia Mieszkaniowa – Administracja Budynków AD1 (ul. Strzelców Bytomskich 21d)[16],
- Ochotnicza Straż Pożarna Dąbrówka Mała (ul. Strzelców Bytomskich 33)[8], budynek to dawna siedziba ZBoWiD, w 2007 roku wykonano remont elewacji budynku[17][18],
- ROD „Bratek” (ul. Strzelców Bytomskich)[19].